# Lenna Kuurmaa

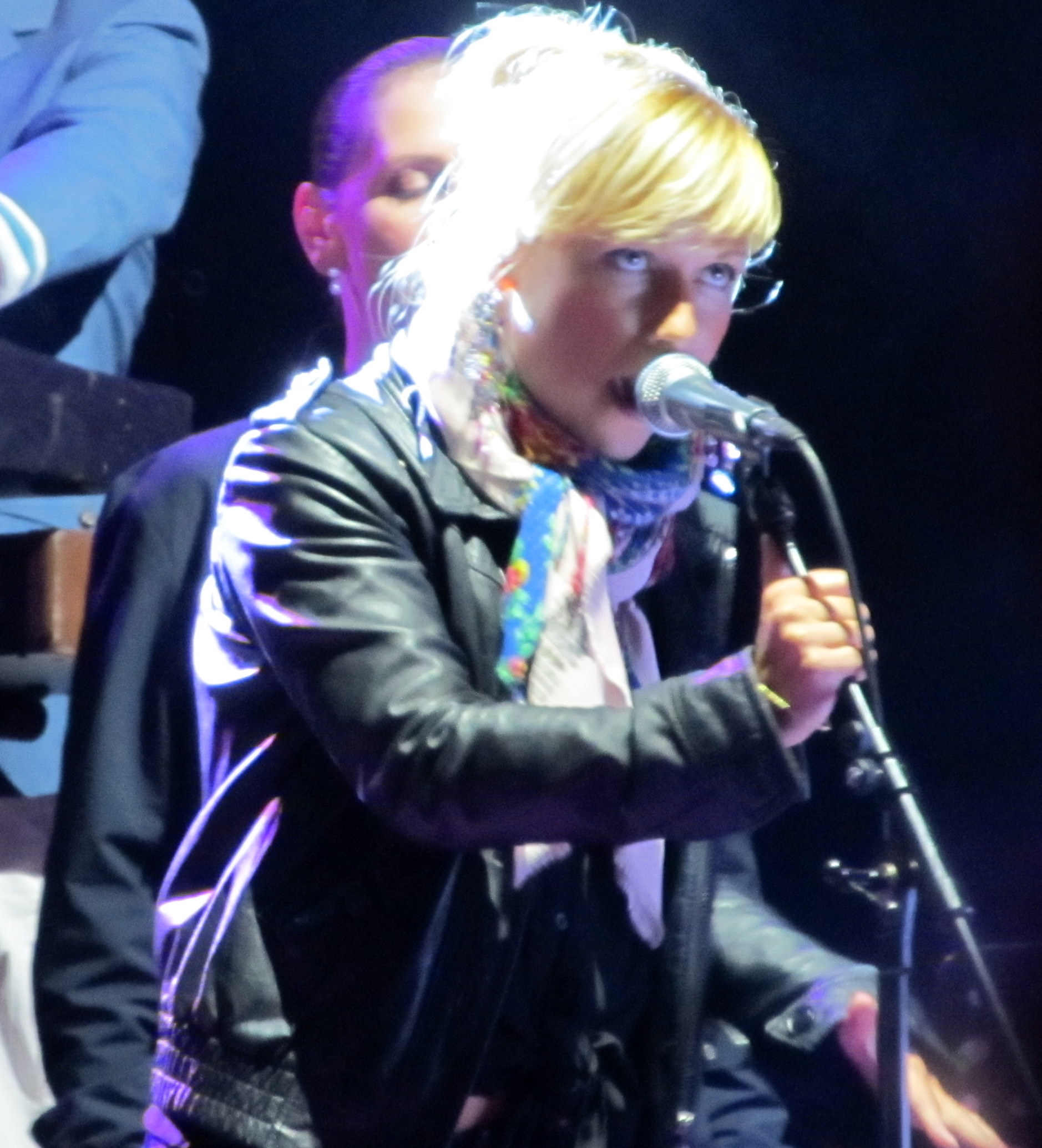
Lenna Kuurmaa (2011)

Lenna Kuurmaa (* 26. September 1985 in Tallinn) ist eine estnische Sängerin, Moderatorin und Schauspielerin. Kuurmaa ist Frontfrau der Girlgroup Vanilla Ninja und arbeitete von Ende 2009 bis Ende 2020 als Solokünstlerin.

## Karriere

### Anfänge
Schon seit ihrem fünften Lebensjahr sang Kuurmaa im Chor, sie lernte sechs Jahre lang Geigespielen. Ihre Gesangskarriere begann sie mit vier Jahren beim Chor des estnischen Fernsehsenders Eesti Televisioon, bei dem sie mehrere Jahre Mitglied war. Sie verbrachte ihre Schulzeit auf einem deutschen Gymnasium in Tallinn, dort lernte sie auch Deutsch. Vor der Bandkarriere spielte Kuurmaa in den Musicals The King and I und The Sound of Music mit.
Beim Wettbewerb Fizz Superstar 2002, der estnischen Ausgabe von Pop Idol, erreichte sie das Halbfinale. Durch die Sendung wurde der estnische Musikproduzent Sven Lõhmus auf Kuurmaa aufmerksam und machte sie zu einem Teil der Band Vanilla Ninja.

### 2005 bis 2008

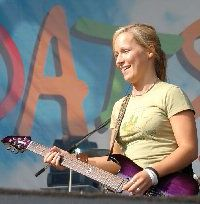
Lenna Kuurmaa bei einem Auftritt von Vanilla Ninja (2005)

2005 sang Kuurmaa mit dem estnischen Musiker Tanel Padar die Ballade Picture, ein Cover von Sheryl Crow und Kid Rock. 2006 war sie Mitglied des Vereins Valge Gospel (White Gospel), der in verschiedenen Kirchen sang. Außerdem sang sie mit anderen estnischen Musikern wie Ivo Linna und Gerli Padar das Lied Isamaa ilu hoieldes bei diversen staatlichen Veranstaltungen, wie zum Beispiel dem Empfang der britischen Königin oder des japanischen Kaisers.
Kuurmaa betätigte sich bei Vanilla-Ninjas viertem Studioalbum Love Is War als Songschreiberin. Wie auch schon bei einigen Songs des dritten Albums, Blue Tattoo, brachte sie ihre Ideen mit ein. Mit ihrer Bandkollegin Piret Järvis und Michelle Leonard, einer Songwriterin der Plattenfirma EMI, schrieb sie gemeinsam den ersten Titel der CD, Kingdom Burning Down. Kuurmaa versuchte sich auch ohne Järvis an einigen Titeln des Albums. Mit Leonard und Flo Peil schrieb sie beispielsweise die erste Singleauskopplung Dangerzone. Auch bei The Band that Never Existed und Pray wirkte sie mit.
Im Dezember 2006 spielte sie im Musical Snoopy mit. Ebenfalls 2006 wurde Kuurmaa zur Sängerin der "Unituste Bänd" (Traumband) gewählt. Hierbei wählten die Esten die für sie perfekte Bandbesetzung. Mit dieser Band sang Kuurmaa im Januar 2007 den Song SexyBack, ein Cover von Justin Timberlake.
Kuurmaa betrat neues Terrain, als sie 2007 eine der Hauptrollen im estnischen Drama Kuhu põgenevad hinged (Wohin die Seelen gehen) übernahm. Im Film spielt sie Maya, ein etwa 18-jähriges Mädchen, das neu in eine Klasse kommt und dort auf die Hauptfigur Ann trifft, die Probleme mit ihrer Familie hat. Der Titelsong des Dramas ist ihr Lied Saatus naerdes homse toob, zu dem auch ein Musikvideo gedreht wurde. Der Song wurde auch in einer englischen Version namens Think Idly veröffentlicht. Im Juli 2008 nahm sie an einer Konzertreise mit dem Titel Valjamõeldud lood teil, bei der sie mit den estnischen Stars Dagö und Chalice durch viele Städte Estlands tourte.

### 2009–2011: Moderation und Teilnahmen am Eesti Laul
Ende 2009 entschloss sich Kuurmaa dazu, solo zu arbeiten. Als Debütsong nahm sie Like a Kid auf, anschließend fokussierte sie sich zunächst wieder auf estnische Songs. Kuurmaa nahm am Eesti Laul 2010, der estnischen Vorentscheidung zum Eurovision Song Contest 2010, teil. Mit ihrem Titel Rapunzel unterlag sie Malcolm Lincoln & Manpower 4 im Finale. Am 5. Juni 2010 brachte Kuurmaa in Estland ihr erstes Soloalbum Lenna heraus, das es auf Platz eins der Tele2-Album-Downloadcharts schaffte. Im Februar 2011 moderierte Kuurmaa zusammen mit ihrer Bandkollegin Piret Järvis den Eesti Laul 2011.
Im Oktober 2011 produzierte Vaiko Eplik für Kuurmaa den Song Hüvasti, maa!, welcher auch der Titelsong des estnischen Films Täitsa lõpp ist. Kuurmaa spielt im Film eine Nebenrolle. Hüvasti, maa! kam im Oktober 2011 in Estland als Single heraus. Am 3. November 2011 startete sie mit Märt Avandi eine Tour durch Estland. Um die Tournee zu promoten, war Kuurmaa in der estnischen Fernsehsendung Terevisioon zu Gast, in der sie auch den Song Tule kui leebe tuul sang.

### 2012–2013: Mina jään, Liebe auf Finnisch und zweites AlbumTeine
Auch 2012 nahm Kuurmaa am Eesti Laul 2012 teil. Ihr Beitrag trug den Titel Mina jään (Estnisch für Ich bleibe) und erreichte im Finale des Vorentscheids den zweiten Platz. Mit diesem Lied trat sie auch bei den Estonian Music Awards 2012 auf, die sie zusammen mit Mihkel Raud moderierte. Mina jään hielt sich in Estland vier Wochen auf Platz eins der Singlecharts.
Am 3. Februar 2012 war Kuurmaa im finnischen Kinofilm Liebe auf Finnisch als Viivi zu sehen. Sie sang auch das Titellied, zu dem ein Video gedreht wurde. Im Juni 2012 veröffentlichte Kuurmaa mit Märt Avandi einen neuen Song namens Öö Valge on Õnn (White Nights Are Luck). Im März 2013 wurde Kuurmaa Mutter einer Tochter. Am 5. November 2013 wurde von Raud Meedia ihr zweites Studioalbum Teine, bei dem sie sich an der Produktion beteiligte, veröffentlicht.

### 2014:Supernoovaund drittes StudioalbumMoonland
Am 1. März 2014 trat Kuurmaa, nach 2010 und 2012, wieder beim Eesti Laul an. Mit dem Titel Supernoova, zu dem ein Musikvideo gedreht wurde, erreichte sie den vierten Platz.
Am 23. September 2014 wurde Kuurmaas drittes Studioalbum Moonland featuring Lenna Kuurmaa durch Frontiers Records veröffentlicht. Es beinhaltet erstmals nach der Vanilla-Ninja-Zeit englische Pop-Rock-Songs. Zuvor gab Kuurmaa in einem Interview an, das sich Vanilla Ninja aufgelöst haben. ("After we finished with Vanilla Ninja, I started my solo career.") Zu ihren drei persönlichen Lieblingsliedern des Albums, Heaven is to be Close to You, Live and Let Go und Open Your Heart, wurden Musikvideos gedreht, die auf der offiziellen YouTube-Seite der Plattenfirma Frontiers Records veröffentlicht wurden. Das Album erschien am 24. September 2014 mit einer Akustik-Version von Live and Let Go als Bonustrack auch in Japan.

### 2017–2018:Slingshot,Dance Aloneund viertes Studioalbum3x
Am 11. Februar 2017 trat Kuurmaa beim Eesti Laul 2017, der estnischen Vorentscheidung zum Eurovision Song Contest 2017, an. Mit dem englischen Titel Slingshot, den Kuurmaa zusammen mit Nicolas Rebscher und Michelle Leonard schrieb, erreichte sie das Finale, das am 4. März stattgefunden hat. Sie belegte dort den achten von zehn möglichen Plätzen.
Am 24. November 2017 erschien die EP Dance Alone digital und beinhaltet neben dem Titelstück die Songs Human und Helium. Die Veröffentlichung erfolgte über Janedoe Music.
Am 3. Dezember 2018 erschien Kuurmaas viertes Studioalbum 3x. Bei allen zehn Titeln ist sie an der Produktion beteiligt gewesen.

## Diskografie

### Alben
Studioalben

| Jahr | Titel                                       | Höchstplatzierung, Gesamtwochen, AuszeichnungChartsChartplatzierungen (Jahr, Titel, Platzierungen, Wochen, Auszeichnungen, Anmerkungen) | Anmerkungen                                                     |
| Jahr | Titel                                       | DE | Anmerkungen                                                     |
| ---- | ------------------------------------------- | --- | --------------------------------------------------------------- |
| 2010 | Lenna Mortimer Snerd                        | — | Erstveröffentlichung: 5. Juni 2010 Wiederveröffentlichung: 2012 |
| 2013 | Teine Raud Meedia                           | — | Erstveröffentlichung: 5. November 2013                          |
| 2014 | Moonland Frontiers Records / Avalon (Japan) | — | Erstveröffentlichung: 23. September 2014                        |
| 2018 | 3× Made in Baltics                          | — | Erstveröffentlichung: 3. Dezember 2018                          |
| 2024 | Lenn4 kurvad uudised records                | — | Erstveröffentlichung: 28. November 2024                         |

EPs
- 2017: Dance Alone

### Singles
- 2010: Sellel ööl (Violina feat. Lenna Kuurmaa)
- 2010: Sinuni (mit Ott Lepland)
- 2011: Hüvasti, maa!
- 2012: Mina jään Teine
- 2014: Supernoova (Eesti Laul 2014)
- 2014: Heaven is to be Close to You[20]
- 2014: Live and Let Go[21]
- 2014: Open Your Heart[22]
- 2016: Õnnega koos[23]
- 2017: Slingshot (Eesti Laul 2017)
- 2024: Puls! (Zusammen mit Molow und Noisetime)

## Filmografie (Auswahl)
- 2007: Kuhu põgenevad hinged
- 2011: Täitsa lõpp
- 2012: Liebe auf Finnisch (Vuosaari)